# Finlandia (Sibelius)
Finlandia, opus 26, es un poema sinfónico escrito por el compositor finlandés Jean Sibelius. Fue escrito originalmente en 1899 y posteriormente revisado en 1900. 

## Historia
La pieza dura aproximadamente siete minutos, y durante casi toda su extensión se desarrolla en un ritmo y estilo turbulentos, con gran carga orquestal, simbolizando la opresión y lucha del pueblo finés, finalizando en un himno de esperanza.
Esta pieza fue compuesta con motivos patrióticos, para movilizar a la oposición popular a la revocatoria de la autonomía finlandesa por el gobierno del Imperio ruso. Se hicieron famosos los diferentes títulos que fue recibiendo la obra para burlar la censura zarista, entre ellos Felices Sentimientos al Amanecer de la Primavera en Finlandia.

## El Himno "Finlandia"
Posiblemente la pieza más famosa del poema sinfónico es el himno final, conocido como himno "Finlandia". Este himno fue convertido en una pieza orquestral separada por el propio Sibelius, y en 1941 Veikko Antero Koskenniemi escribió la letra por la que hoy es conocido. 
Finlandia no tiene un himno nacional oficial. A pesar de que Maamme, el himno oficioso, es más popular, Finlandia ha sido propuesto varias veces para ese rol.
La música de Finlandia también se utilizó para el himno nacional del estado secesionista de Biafra, así como en numerosos himnos religiosos.
Un ejemplo de este tipo se utiliza en la Vigilia Pascual de la Iglesia Católica.